# Ронки (Болцано)
Ронки је насеље у Италији у округу Болцано, региону Трентино-Јужни Тирол.
Према процени из 2011. у насељу је живело 124 становника. Насеље се налази на надморској висини од 305 м.